# 瓦雲卡山
14°36′24″S 72°29′23″W / 14.60667°S 72.48972°W
瓦雲卡山（Wayunka），是秘魯的山峰，位於該國南部阿普里馬克大區的安塔班巴省，屬於安第斯山脈的一部分，處於瓦伊塔內山和錢庫瓦尼亞山西北面，海拔高度5,300米。